# I nat blir det sommer
I nat blir det sommer er en dansk børnefilm fra 2016 instrueret af Sune Kofod Maglegaard.

## Handling
Simon er en genert dreng på 16 år og helt vild med Sally. I aften skal han til fest med sine venner, og Sally er der. Det er hans plan endelig at gøre noget ved sin forelskelse og score Sally. Det lykkes, men en gammel eks-kæreste til Sally kommer alligevel i vejen, og Simons lykke ender med at blive til ulykke.

## Medvirkende
- Rasmus Arved Monrad, Simon
- Maya Kareis Livingstone, Sally
- Sonny Lindberg, Kristian
- Anna Amalia Larsen, Katja
- Laura Kjær, Anne
- Nicolai Hede, Jens